# Insula Dubovac
Dubovac este o insulă nelocuită din Marea Adriatică. Ocupă o suprafață de 0,12 km 2 și aparține Croației.